# Каннелтон
Каннелтон (англ. Cannelton) — город в округе Перри, штат Индиана (США). При площади чуть более полутора квадратных миль и при населении полторы тысячи человек является одним из самых маленьких городов штата.

## Название
Своё название город получил в 1844 году и происходит оно от кеннеля (англ. Cannel) — сорта длинопламенных углей, который в прошлом добывали в данном регионе.

## Описание
Город находится в юго-западной Индиане на берегу реки Огайо в субтропической муссонной климатической зоне, характеризующейся жарким влажным летом и мягкой прохладной зимой. Общая площадь города составляет 1,58 квадратных миль (4,1 км²), включая 0,1 квадратной мили (0,26 км²) водной поверхности.
Население на 2010 год составляло 1563 человека, в том числе 687 семей, а жилых домов в городе 809. По расовому признаку 97,4 % были европейской расы, 0,6 % — индейцы, 0,1 % — афроамериканцами, 0,4 % — другой расы, а 1,3 % — метисы. На долю латиносов приходилось 0,8 % населения. Средний возраст населения города составлял 38,5 лет. 25,3 % жителей были моложе 18 лет; 8,3 % — 18—24 года; 23,7 % — 25—44 года; 27,7 % — 45—64 года; а 14,8 % — от 65 лет и старше. По гендерному признаку на долю мужчин и женщин приходилось 48,8 % и 51,2 % соответственно.
По данным на 2013 год в городе проживали 1552 человека, в том числе 786 (50,7 %) мужчин и 766 (49,3 %) женщин, а средний возраст составлял 36,5 лет. Средний доход на каждого жителя составлял 23 585 $, а на каждый дом — 67 966 $. В среднем арендная плата  — 460 $. Основной источник дохода города — мебельное производство

## Известные жители
- Тим Уэлан — американский режиссёр (Багдадский вор), актёр и продюсер.

## Достопримечательности
- Хлопкопрядильная фабрика (см. фото вверху) — на момент открытия была крупнейшим предприятием в стране к западу от восточных штатов. Также оставалась крупнейшей хлопкопрядильной фабрикой в стране вплоть до закрытия; в настоящее время в здании расположен музей. Национальный исторический памятник США (с 1991 года).
- Каннелтонская плотина — расположена на реке Огайо и регулирует её уровень на участке от Каннелтона до Луисвилла (штат Кентукки).
- Памятник рейсу 710 — установлен не в самом городе, а в шести милях восточнее, на месте произошедшей 17 марта 1960 года катастрофы самолёта Lockheed L-188 Electra в которой погибли 63 человека.